# Segher Diengotgaf
Segher Diengotgaf of D(i)e(r)(e)gotgaf was een dertiende-eeuwse middeleeuwse Brabantse auteur. Zijn voornaam 'Segher' is Germaans en betekent 'overwinnaar', zijn toenaam 'Diengotgaf' is de vertaling van (het Griekse) Theodorus / (het Latijnse) (A)Deodatus. Segher Diengotgaf is bekend geworden dankzij Jacob van Maerlant, die in zijn Historie van Troyen drie episoden (uit de Troje-roman?) van Segher Diengotgaf opnam:
1. 't Prieel van Troyen'[3];
2. 't Paerlement van Troyen[4];
3. 'De sevende strijt' (tussen Hector en Achilles),[5] alle drie zich afspelend in het begin van de Trojaanse Oorlog, toen de Trojanen nog aan de winnende hand waren. Daarmee gaf Jacob, die een bovengemiddelde minachting koesterde voor 'Franse romans' deze volkstalige dichter / vertaler een gelijkwaardige plaats tussen Latijnse autoriteiten als Statius en Vergilius, wier werk hij ook integreerde in zijn Historie van Troyen, die in de kern een vertaling / bewerking was van de Roman de Troie (1160-1170) van Benoît de Sainte-Maure. Segher Diengotgaf onderhield zeer waarschijnlijk goede contacten met het toen nog Nederlandstalige Brabantse hertogelijke hof, waar de belangstelling voor de Trojaanse geschiedenis sterk leefde, omdat men in de veronderstelling verkeerde / wilde verkeren dat de Brabanders afstamden van Trojanen, die na de Val van Troje naar Frankrijk gevlucht waren en die zich vervolgens gevestigd hadden in (onder andere) Brabant.